# ČSD M 260.001
Der M 260.001 ist ein dieselmechanisch angetriebener Schnelltriebwagen der Tschechoslowakischen Staatsbahnen (ČSD). Wegen seines eleganten Äußeren erhielt das Fahrzeug den Beinamen Stříbrný šíp (deutsch: Silberner Pfeil).

## Geschichte
Ausgehend von den guten Erfahrungen mit den Triebwagen Baureihe M 290.0 von Tatra, die als Slowakischer Pfeil zwischen Prag und Bratislava verkehrten, entwickelte ČKD in Prag ein ähnliches Fahrzeug. Im Februar 1939 wurde das Fahrzeug an die ČSD abgeliefert. Nach der Annexion der sogenannten Rest-Tschechei durch das Deutsche Reich und der Bildung des Protektorates Böhmen und Mähren gehörte das Fahrzeug zum Bestand der Protektoratsbahnen Böhmen und Mähren (BMB-ČMD).

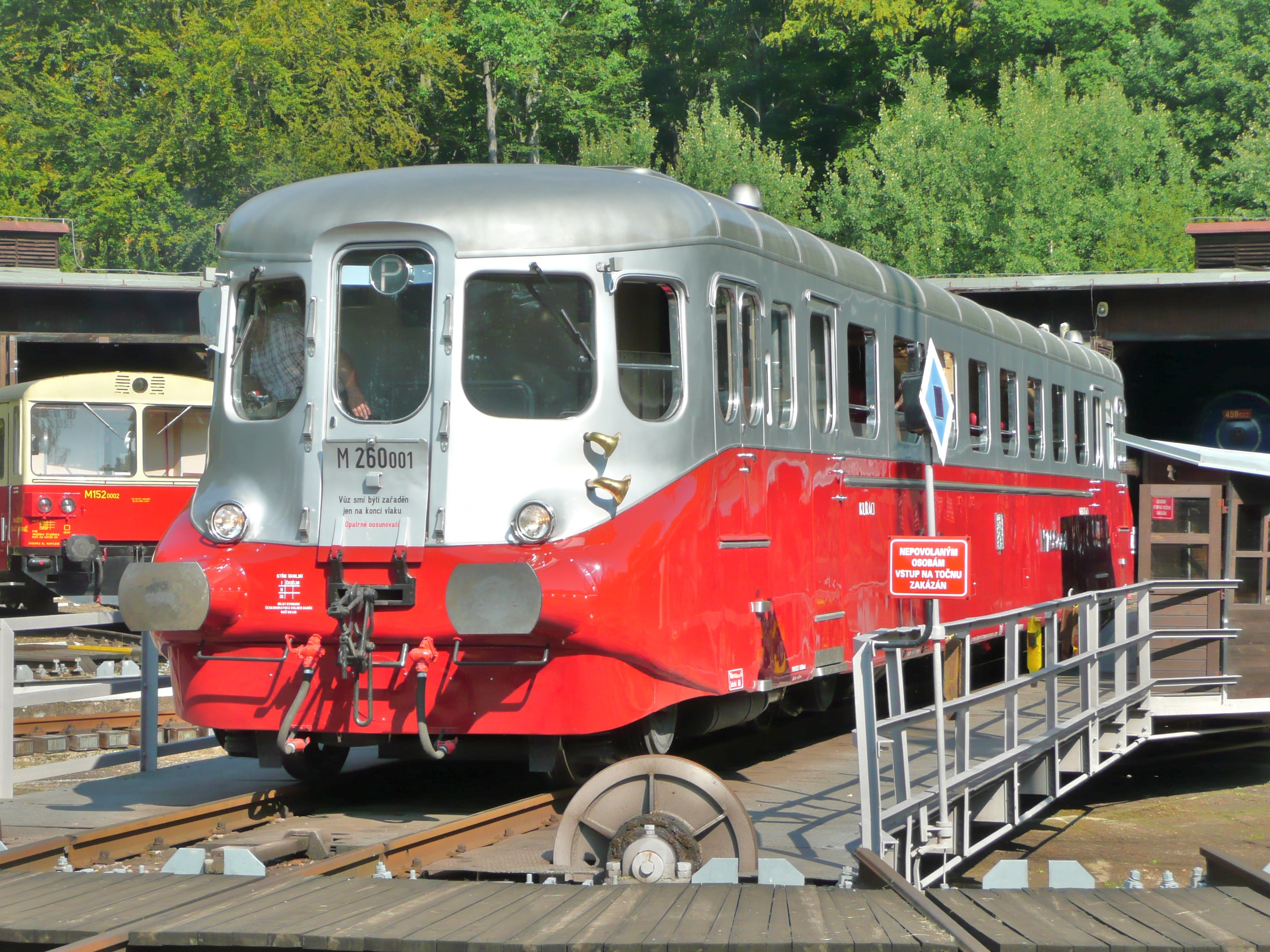
M 260 001 nach der betriebsfähigen Aufarbeitung im Eisenbahnmuseum Lužná u Rakovníka (2016)

Fahrplanmäßig kam das Fahrzeug allerdings nie zum Einsatz. Begründet war das insbesondere mit der Rationierung flüssiger Kraftstoffe infolge des Zweiten Weltkrieges. Ende August 1939 war im gesamten Deutschen Reich in Vorbereitung des Überfalls auf Polen der Schnelltriebwagenverkehr komplett eingestellt worden. Das betraf auch das Gebiet der früheren Tschechoslowakei.
Nach 1945 war das Fahrzeug in Ústí nad Labem (Aussig) beheimatet. Dort wurde der Triebwagen vor allem für Sonderfahrten genutzt. Oft wurde der Wagen für Tournee-Fahrten vom Theater in Ústí n. L. gemietet. Später kam der Triebwagen im Nahverkehr auf der Lokalbahn von Roudnice nad Labem (Raudnitz) nach Zlonice zum Einsatz. Im Jahr 1951 wurde der Triebwagen erneut abgestellt.
Im Ausbesserungswerk Šumperk wurde der Wagen 1957 ausgemustert, aber nicht verschrottet. Nur die Motoren wurden ausgebaut und an das Theater in Praha-Karlin als Stromaggregate verkauft.
In den 1970er Jahren wurde das Fahrzeug von Eisenbahnfreunden auf einem Abstellgleis in Šumperk entdeckt und später äußerlich wieder hergerichtet. Bis Ende 2015 wurde das Fahrzeug betriebsfähig aufgearbeitet, am 10. September 2016 wurde das Fahrzeug im Eisenbahnmuseum Lužná u Rakovníka der Öffentlichkeit vorgestellt.

## Technische Merkmale
Angetrieben wurde das Fahrzeug ursprünglich von zwei ČKD-V8-Dieselmotoren mit einer Leistung von je 230 PS, die direkt in den Drehgestellen der Bauart Görlitz eingebaut waren. Über ein Praga-Sechsgang-Planetengetriebe mit hydraulischem Vorschaltgetriebe wurde die Leistung auf die jeweils zweite Achse im Drehgestell übertragen. Das Getriebe ist dem aus dem Panzer Praga V-8-H abgeleitet worden. Neuartig waren die bislang nur im Kraftfahrzeugbau angewandten Trommelbremsen, welche jedoch nur bei Geschwindigkeiten bis 90 km/h sicher funktionierten. Deshalb konnte die konstruktive Höchstgeschwindigkeit von 130 km/h nicht ausgefahren werden. Aus Sicherheitsgründen war die Schaltstufe 6 darum stets verplombt.
Bei der Restaurierung kamen statt der nicht mehr vorhandenen originalen Antriebsanlage zwei 6-Zylinder-Dieselmotoren des Typs TD 242 RV TA 25 von Tedom zusammen mit einem Automatikgetriebe Ecomat 5HP602 R von ZF Friedrichshafen zum Einbau. Die Kulissenschaltung für das Schaltgetriebe in den Führerständen ist damit nur noch eine Attrappe. Die Geschwindigkeit wird allein durch den Gashebel reguliert.

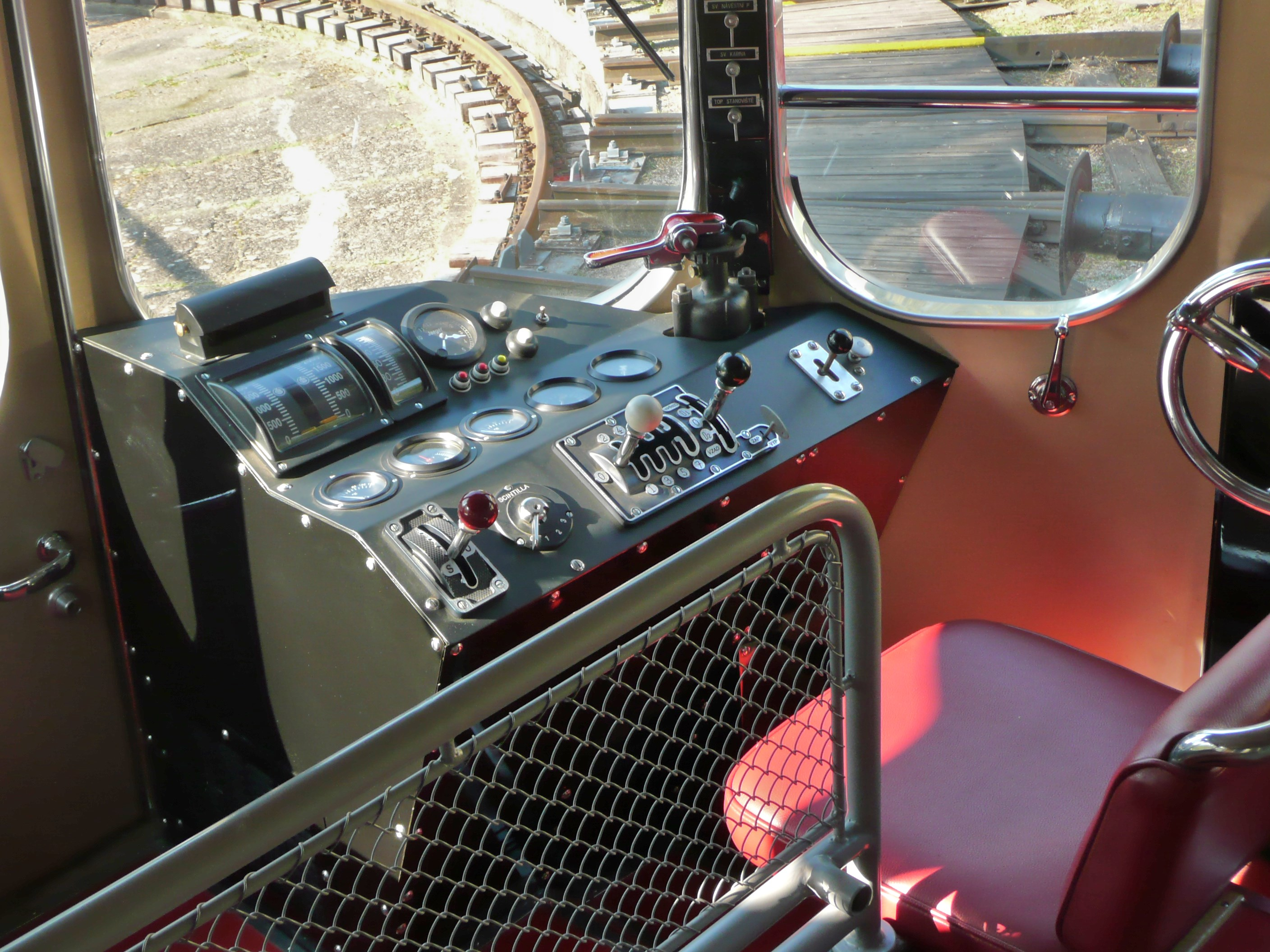
Führerstand
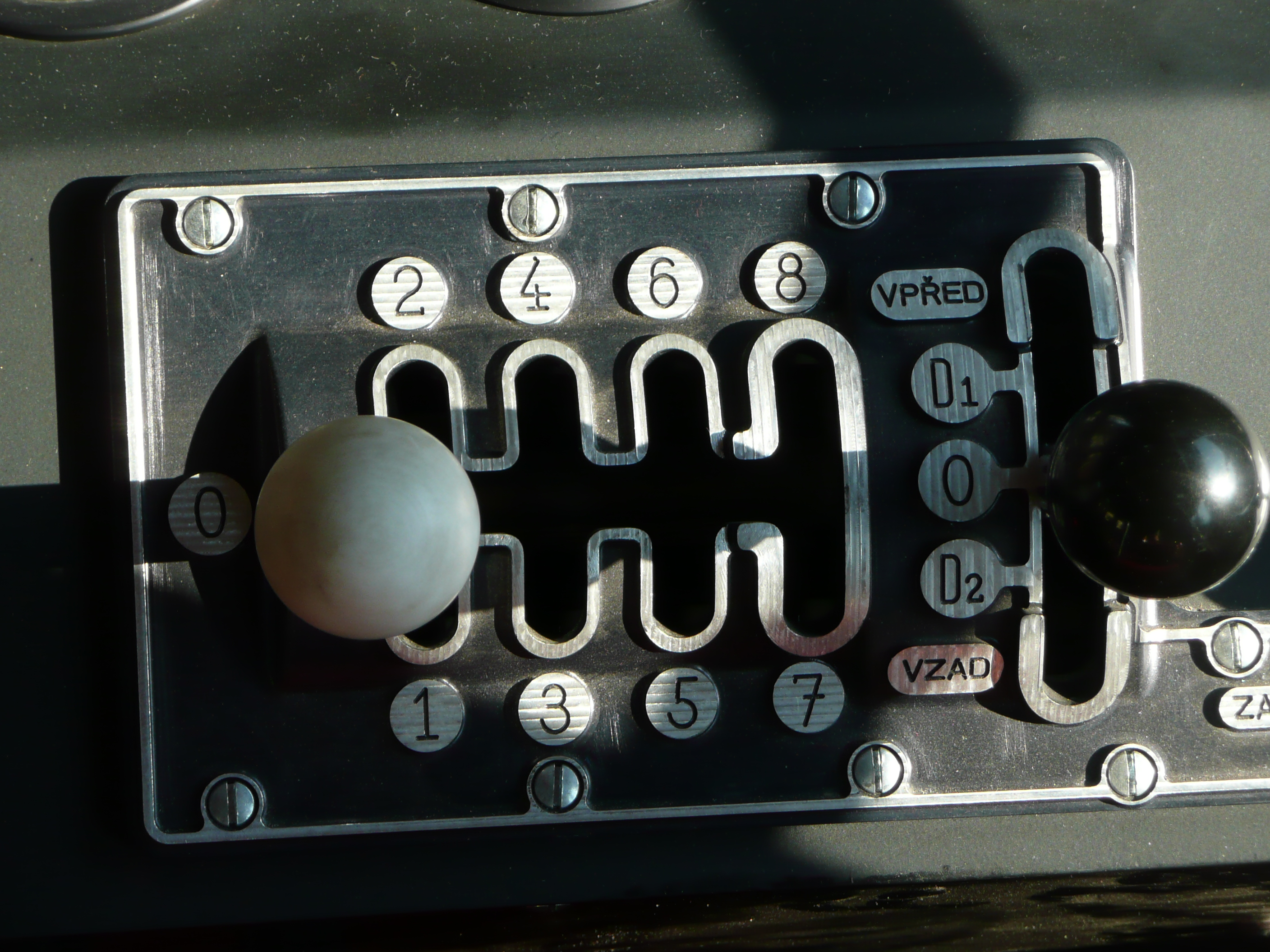
Kulissenschaltung im Führerstand
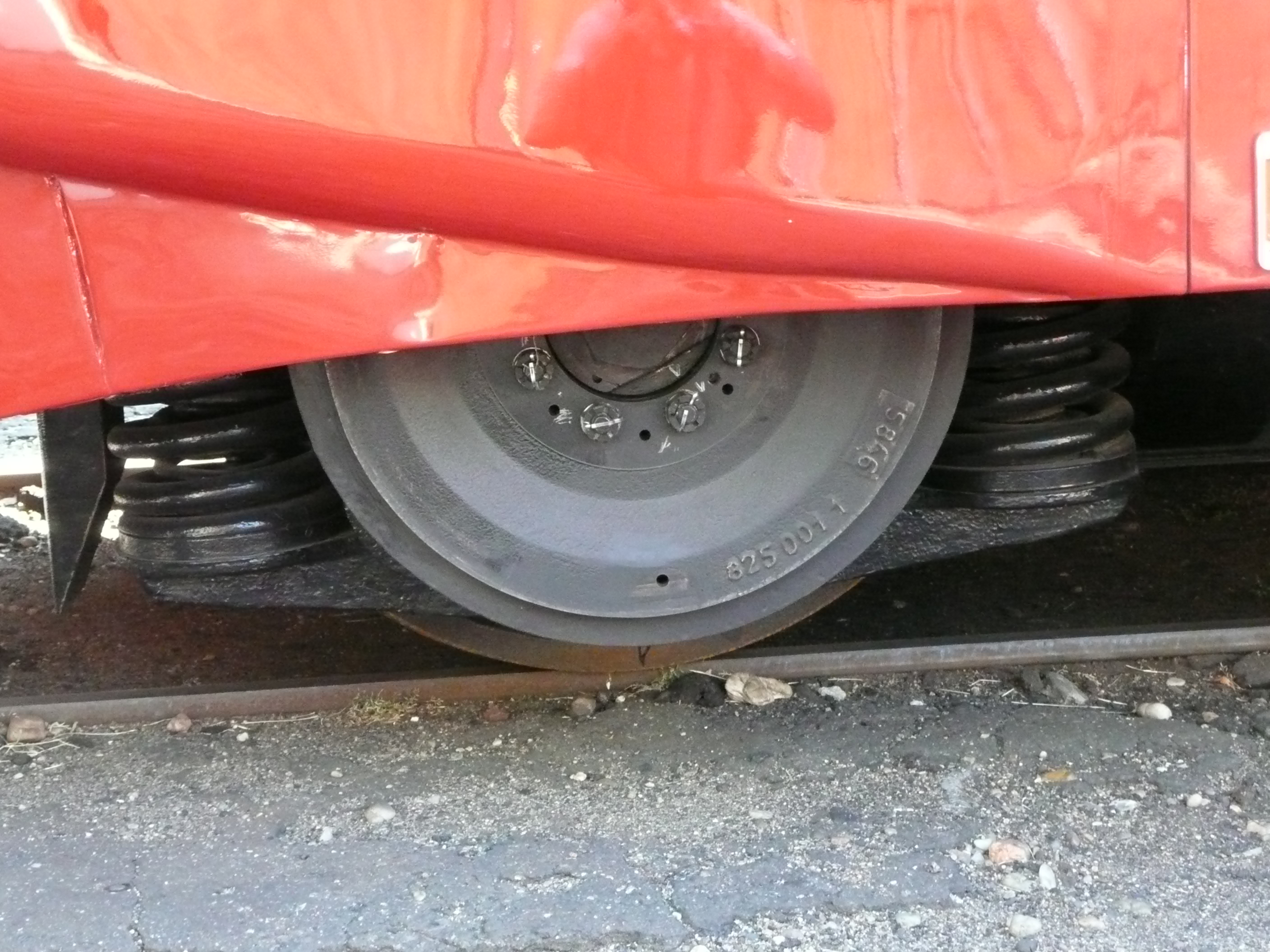
Radsatz mit Trommelbremse
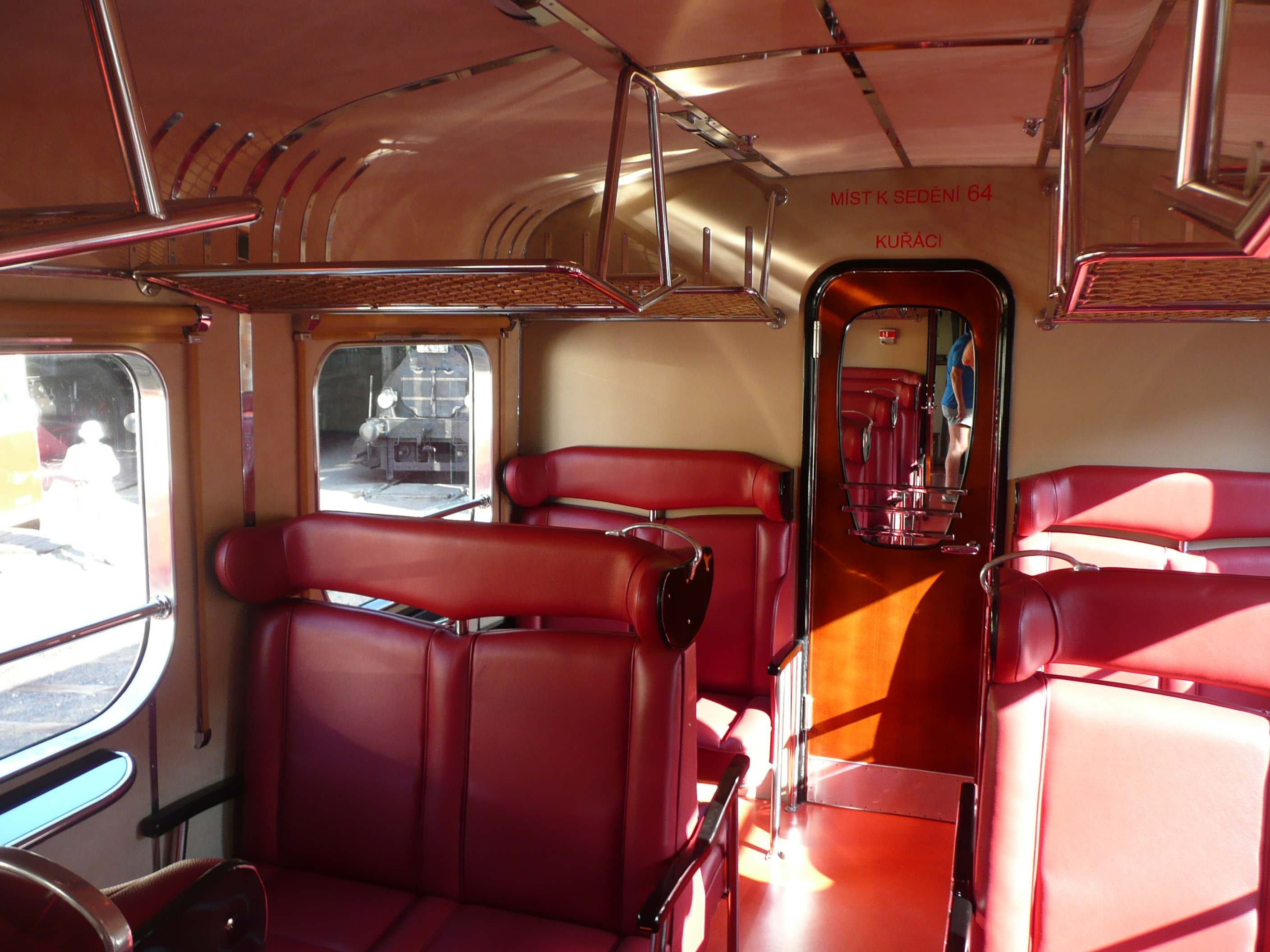
Fahrgastraum#
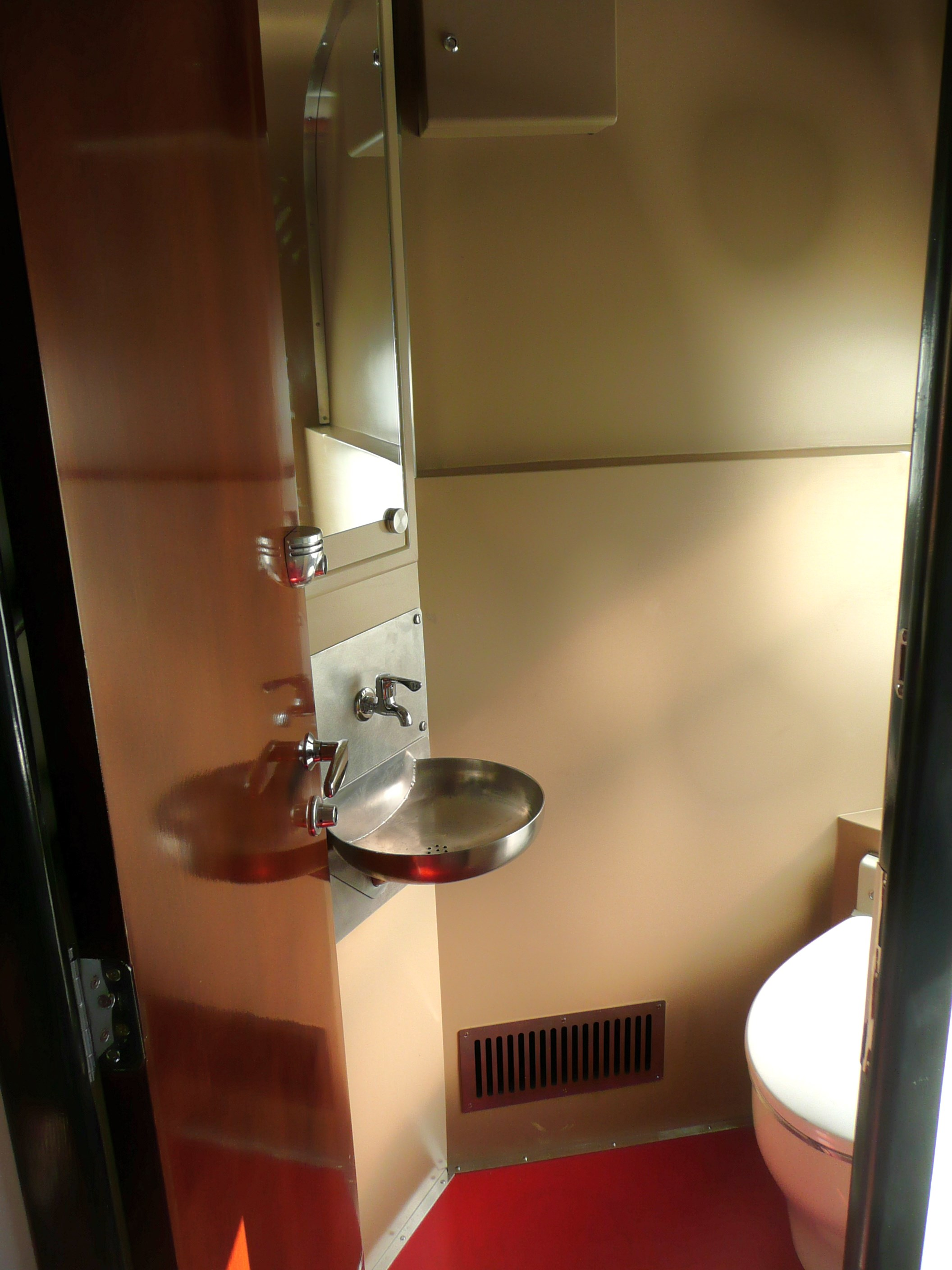
Abort
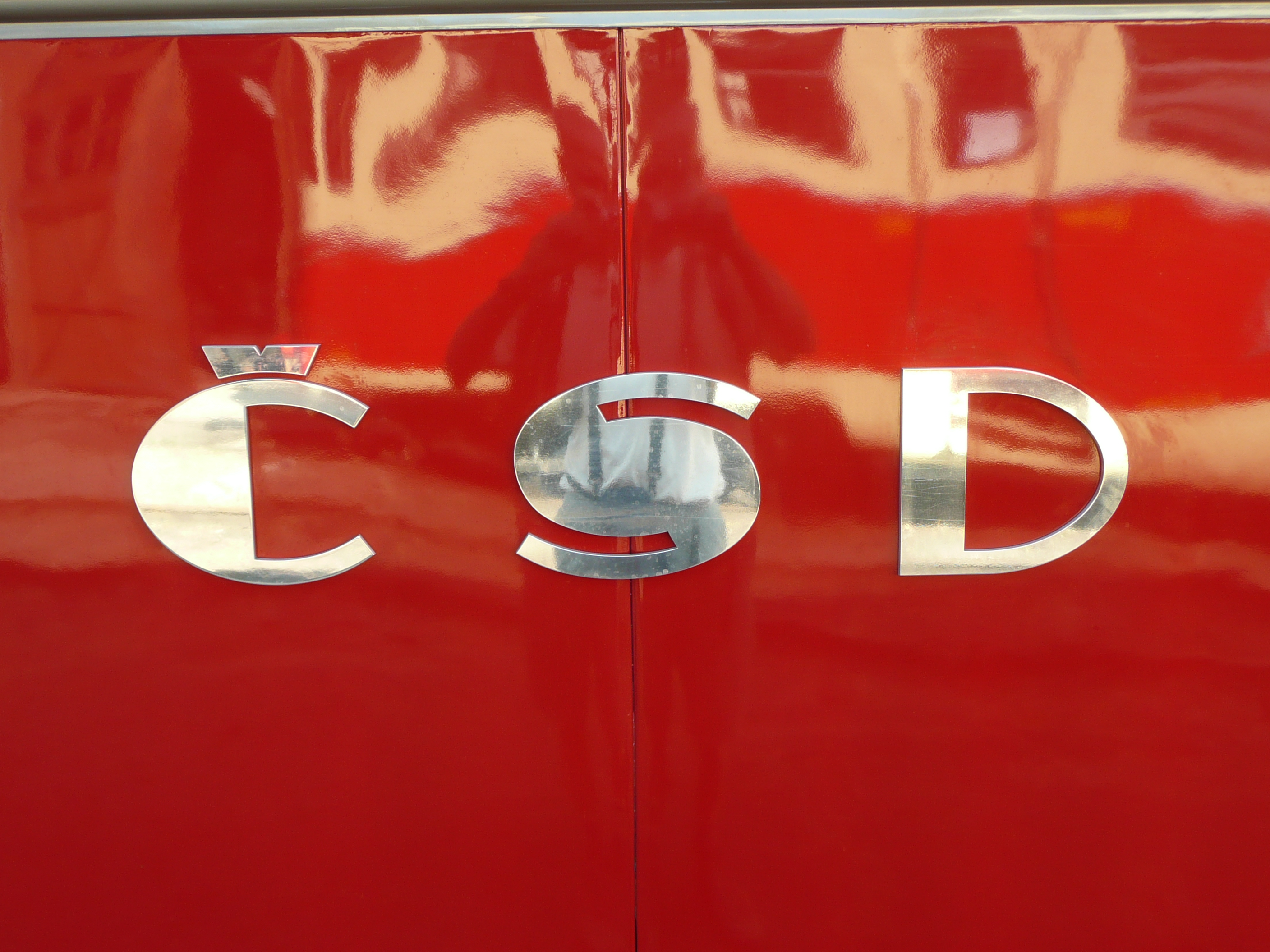
ČSD-Wortmarke an der Außenwand